# Jenny-Mai Nuyen

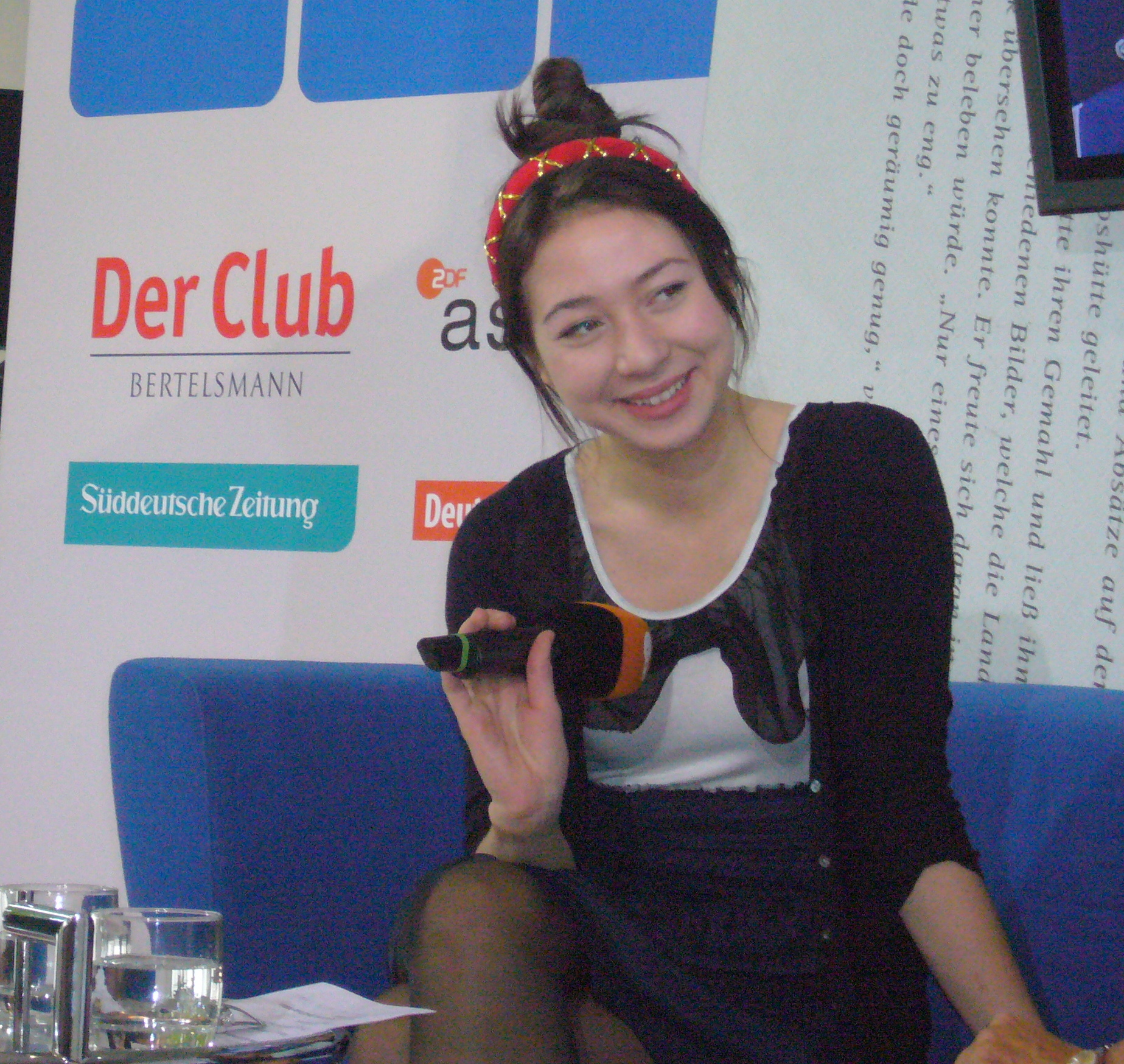

Jenny-Mai Nuyen, en realidad Jenny-Mai Nguyen (nacida el 14 de marzo de 1988 en Múnich) es una escritora alemana de fantasía. Bajo su publicador cambió su apellido a Nuyen. Su debut literario fue con la novela de fantasía Nijura - The Legacy of the Elves crown.

## Biografía
Nuyen es la hija de un padre Vietnamita y una madre Alemana. Con cinco años de edad, escribió su primera historia. A los trece años escribió su primera novela. Después de estudiar cine en la Universidad de Nueva York, se mudó a Berlín en 2009. Vive en Nueva York, Múnich y Florence.